# Попов 2-й
Попов 2-й (рос. Попов 2-й) — хутір у Суровікінському районі Волгоградської області Російської Федерації.
Населення становить 174 особи. Входить до складу муніципального утворення Лобакинське сільське поселення.

## Історія
Хутір розташований у межах українського історичного та культурного регіону Жовтий Клин.
Згідно із законом від 21 грудня 2004 року № 971-ОД органом місцевого самоврядування є Лобакинське сільське поселення.

## Населення
| 2010 |
| ---- |
| 174  |